# Rebel haus
Rebel haus (engl. Rebel House — pobunjenička kuća) nekadašnji je skvot u Dobračinoj ulici 15, nedaleko od Trga Republike u Beogradu, koji je trajao nekoliko meseci od jeseni 2003. do početka 2004. Rebel haus se često navodi kao prvi beogradski skvot, a dobio je ime po Rebel Mausu koji se prvi uselio.

## Uvod
Stara, puzavicama obrasla kuća se nalazi na uglu Dobračine i Simine, a vlasništvo je Borisa Vukobrata, srpskog biznismena u Parizu. Vlasnik duže vreme planira njeno rušenje, što mu ne polazi za rukom jer je kuća pod zaštitom Zavoda za zaštitu spomenika kulture. Zbog spora između vlasnika i države, kuća je ostavljena da propada, a malter se obrušava na prolaznike. Kuća, u kojoj decenijama niko nije živeo, većim je delom ruinirana, nema struje, instalacije za vodu su propale od starosti, većina prozora je polomljeno, dobar deo plafona je propao na donji sprat, a dvorište je zaraslo u korov.

## Nastanak
Kuća je izgrađena 1884. godine. Godine 1989. kupio ju je Boris Vukobrat. Kuća je 17. oktobra 1997. proglašena za spomenik kulture.
U septembru 2003. godine se u kuću useljava Rebel Maus, u čiju čast je kuća dobila ime Rebel haus. Ubrzo se oko skvota okuplja dosta šarenolika omladinska ekipa, među kojima aktivisti i studenti koji su vodili kampanju za besplatno obrazovanje. Održavaju se omladinske radne akcije svake nedelje i nekoliko prostorija se adaptira za boravak. U skvotu je živelo par ljudi, a pored toga je održano nekoliko javnih dešavanja poput žurki, tribina, sastanaka, čitaonica, itd.
U skvot su, i pored očajnih uslova života, često navraćali stranci da prespavaju. Planirano je da u jednoj prostoriji bude biblioteka, u drugoj da se održavaju tribine, izložbe i prezentacije. Takođe je bilo planirano da se tu deca bez krova nad glavom uče da čitaju i pišu.

## Propast
Krajem zime su se u skvot uselili narkomani koji spopadaju ljude za pare. Posle nasilnog incidenta prilikom pokušaja otimanja para od stranaca, stanari se iseljavaju iz skvota, a narkomane je ubrzo posle toga oterala policija. Kuća ostaje prazna i zamandaljena.

## Požar
Krajem marta 2007. godine kuća je izgorela u požaru za koji se sumnja da ga je izazvao neko od stanara susednih kuća. Posle procesa gašenja zidovi su postali natopljeni vodom zbog čega će se vila verovatno obrušiti. Dve etaže i truli krov su se obrušili pre nego što su došle vatrogasne ekipe.

## Zanimljivosti
U ovom skvotu je rep muzičar Marčelo snimio spot za pesmu Kuća na promaji.

## Spoljašnje veze
- Članak o Rebel hausu u časopisu Vreme
- Članak o Rebel hausu u magazinu UPS
- Obaveštenje o pronalasku skvota na sajtu squat.net